# Мирне співіснування
Мирне співіснування, коекзистенція — тип відносин між державами з різним суспільним ладом, який передбачає: відмову від війни як засобу вирішення спірних питань між державами, вирішення спірних питань шляхом переговорів, а також дотримання інших принципів у відносинах між державами, закріплених в міжнародно-правових документах. В рамках прокомуністичної парадигми мирне співіснування інтерпретувалося як форма продовження класової боротьби.